# Vågmalarna
Vågmalarna är en sjö i Hudiksvalls kommun i Hälsingland och ingår i Harmångersån-Delångersåns kustområde. Sjöns area är 0,04 kvadratkilometer och den befinner sig 5 meter över havet.